# خالد ناصر (لاعب كرة قدم كويتي)
خالد ناصر المطيري ، لاعب كرة قدم كويتي.
و هو يلعب مع نادي النصر الكويتي.